# Клеверов, Валерий Иванович
Валерий Иванович Клеверов (использовал псевдоним Клевер, 28 июня 1939 — 29 июня 2013) — ленинградский художник, график. Представитель «Газа-Невской культуры».

## Биография
Валерий Иванович Клеверов родился в городе Энгельсе (по другим, возможно ошибочным, данным все же в Ленинграде) в семье военного пилота. В детстве жил в Борисоглебске. По данным www.papillongallery.com, будучи в возрасте 18 лет призван в Армию, снабжал сослуживцев за деньги эротическими картинками, а затем оставил часть после прыжка с парашютом, скрывался в лесах три недели и в итоге оказался в Ленинграде.
В Ленинград приехал в возрасте восемнадцати лет и поступил на факультет журналистики ЛГУ, который впоследствии не окончил. Трудился грузчиком и художником-оформителем. В этот период он создавал керамику и вырезал по дереву. Учился также в ЛВХПУ им. В. И. Мухиной, не окончив и его. Был знаком со многими хужожниками, например, с А. Арефьевым, В. Бугриным, В. Некрасовым, И. Синявиным, И. Ивановым.
Оказал влияние на Б. Кошелохова и И. Тихомирову, которые в результате стали художниками, на творчество Н. Полетаевой. Чтобы поддержать себя и семью финансово, Клевер продавал картины частным коллекционерам. Будучи представителем ленинградского художественного андеграунда, стал, в числе прочих, автором карикатурной работы «Летающий маршал», осмеявшей культ маршала Тухачевского. Участвовал в выставке в ДК «Невский» (1975) и нескольких квартирных выставках, затем (после эмиграции) персональные выставки художника проходили в США и европейских странах. Так, в 2006—2010 Клевер активно выставлялся в Калифорнии.
Деятельность Клеверова вызвала преследования со стороны КГБ. Есть информация о его участии в знаменитой Бульдозерной выставке в Москве и об аресте. В 1977 он эмигрировал в США, жил там и во Франции. В 1986 году, после объявления курса на гласность, приезжал в Ленинград, однако столкнулся с новыми притеснениями со стороны КГБ и вернулся вместе с семьей в Лос-Анджелес спустя несколько месяцев, в мае 1987. В 2013 году скончался от рака на следующий день после своего 74 дня рождения.
Поэт и писатель Александр Максимович Сушко посвятил жизни и творчеству Клеверова, которого знал лично, две книги.